# Andrée
Pour les articles homonymes, voir Andrée (homonymie).
Andrée est un prénom féminin, l'équivalent masculin est André. Elle est fêtée le 9 juillet en l'honneur d'Andrée Minutte, en religion sœur Saint-Alexis, sacramentine de Bollène, martyre, guillotinée en 1794 à Orange.
Comme personnes connues portant ce prénom, on peut citer Andrée Chedid ou encore Andrée Putman, toutes deux artistes. 
À noter, que Andrée se différencie de Audrey ou Andréa. 

## Étymologie
Le prénom masculin André provient du grec ancien anêr - andros qui signifie homme.

## Variantes et diminutifs
Andrée a pour variantes, Andree, Andrea, Andréa, Andreas, Andréana, Andréane, Andréanne, Andreia, Andréia, Andreina, Andréina, Andreline, Andrette, et pour diminutif courant Dédée.

### Prénom composé
- Marie-Andrée
- Andrée-Anne
- Anne-Andrée

### Dans d'autres langues
- en allemand : Andrea
- en anglais : Andrea
- en espagnol : Andrea
- en italien : Andreina[3]
- en hongrois : Andrea, Andrika
- en néerlandais : Andrea

## Personnalités
Parmi les Andrée les plus célèbres, on peut citer :
- Andrée-Anne Dupuis-Bourret
- Andrée-Anne Gratton
- Andrée A. Michaud
- Andrée Appercelle
- Andrée Basilières
- Andrée Benaddi
- Andrée Benon
- Andrée Blouin
- Andrée Boisclair
- Andrée Bonhomme
- Andrée Bordeaux-Le Pecq
- Andrée Borrel
- Andrée Bosquet
- Andrée Boucher (comédienne)
- Andrée Brabant
- Andrée Brunin
- Andrée Buchmann
- Andrée Butillard
- Andrée Béarn
- Andrée Cadeau
- Andrée Champagne
- Andrée Champeaux
- Andrée Chedid
- Andrée Christensen
- Andrée Clair
- Andrée Clément
- Andrée Colson
- Andrée Corbiau
- Andrée Cousineau
- Andrée Dalcourt-Gauvin
- Andrée Damant
- Andrée Darreau
- Andrée Davanture
- Andrée De Jongh
- Andrée Debar
- Andrée Defferre-Aboulker
- Andrée Deflassieux-Fitremann
- Andrée Delcourt-Pêtre
- Andrée Du Pac
- Andrée Ducret
- Andrée Dumon
- Andrée Dupeyron
- Andrée Dupont-Roc
- Andrée Ehresmann
- Andrée Esposito
- Andrée Feix
- Andrée Ferretti
- Andrée Flageolet
- Andrée Fortin
- Andrée Gadat
- Andrée Geulen
- Andrée Ghesquière
- Andrée Grandjean
- Andrée Guillaume-Vanderroost
- Andrée Guize
- Andrée Géant
- Andrée Henry-Lucq
- Andrée Hermet-Souchal
- Andrée Hyvernaud
- Andrée Jacob
- Andrée Joly
- Andrée Karpelès
- Andrée Laberge
- Andrée Lacelle
- Andrée Lachapelle
- Andrée Lafayette
- Andrée Laforest
- Andrée Lajoie
- Andrée Lavieille
- Andrée Le Coultre
- Andrée Lehmann
- Andrée Levesque Sioui
- Andrée Limozin-Balas
- Andrée Lévesque
- Andrée Maillet
- Andrée Malsert
- Andrée Marik
- Andrée Marlière
- Andrée Marly
- Andrée Marquet
- Andrée Martinerie
- Andrée Marty-Capgras
- Andrée Melly
- Andrée Michel
- Andrée Mégard
- Andrée Méry
- Andrée P. Boucher
- Andrée Paradis
- Andrée Pascal
- Andrée Peel
- Andrée Pelletier
- Andrée Philippot-Mathieu
- Andrée Pollier
- Andrée Poulin
- Andrée Prigent
- Andrée Putman
- Andrée Raymond
- Andrée Rosier
- Andrée Ruffo
- Andrée Récipon
- Andrée Salomon
- Andrée Servilange
- Andrée Simons
- Andrée Sodenkamp
- Andrée Spinelly
- Andrée Tainsy
- Andrée Taurinya
- Andrée Tournier
- Andrée Tournès
- Andrée Touré
- Andrée Turcy
- Andrée Tétry
- Andrée Vaudel
- Andrée Vaurabourg
- Andrée Vernay
- Andrée Viollis
- Andrée Viénot
- Andrée Vézina
- Andrée Watters
- Andrée Weitzel
- Andrée Yanacopoulo
- Andrée d'Alaza
- Andrée de Chauveron
- Andrée de David-Beauregard
- Andrée de Saint-Julien